# Most pri Bratislave
Most pri Bratislave este o comună slovacă, aflată în districtul Senec din regiunea Bratislava, pe malul râului Dunărea Mică (Slovacia). Localitatea se află la altitudinea de 128 m deasupra n.m., se întinde pe o suprafață de 20,4 km2 și în 2017 număra 3.195 de locuitori.

## Istoric
Localitatea Most pri Bratislave este atestată documentar din 1283.

## Demografie
| An:                | 1994 | 2004   | 2014    | 2024    |
| ------------------ | ---- | ------ | ------- | ------- |
| Număr de persoane: | 1527 | 1594   | 2590    | 4533    |
| Diferență:         |      | +4,38% | +62,48% | +75,01% |

| An:                | 2023 | 2024   |
| ------------------ | ---- | ------ |
| Număr de persoane: | 4425 | 4533   |
| Diferență:         |      | +2,44% |